# Giovanni Moretti (compositor)
Giovanni Moretti (Nàpols, 1807 - Ceglia, 1884) fou un director d'orquestra i compositor italià del Romanticisme.
Estudià en el Conservatori de la seva ciutat natal, i encara no havia sortit d'aquell establiment va compondre la cantata La gioja dei sudditi i l'òpera Il premio della rosa (1829), l'èxit de la qual l'animà a seguir escrivint pel teatre. També fou un director d'orquestra distingit, dirigint per espai d'alguns anys la del Teatro San Carlo de Nàpols.
Entre les seves nombroses òperes cal mencionar:
- La Stuga (1830);
- Lo spirito nell' ampolla (1830);
- L'eredità di Pulcinella (1831);
- La fidanzata ed il ciarlatano (1832);
- Il due forzati (1833);
- Ugo d'Edinturo (1834);
- La famiglia indiana (1836);
- L'ossesso imaginario (1836);
- Un curioso stratagemma (1838);
- Il feudatario di Margate (1839);
- L'uno per l'altre (1844);
- Adelina (1846);
- Policarpio (1849);
- L'arrivo del nipote (1850);
- Il festino (1854);
- Una gita a Pompei (1856);
- Le due Pasquarelle (1857).

A més, deixà un gran nombre de composicions religioses, entre elles 12 misses de Gloria, una missa fúnebre, 4 Credos, 4 Magnificats, 5 Salve Regina, 12 lletanies, lamentacions, responsoris, etc., com també algunes obertures per a orquestra. Va tenir entre els seus alumnes l'Alfonso Buonomo (1829-1903).